# Marchéville-en-Woëvre
Pour les articles homonymes, voir Marchéville et Marcheville.
Marchéville-en-Woëvre est une commune française située dans le département de la Meuse, en région Grand Est.

## Géographie

### Hydrographie

#### Réseau hydrographique
La commune est dans le bassin versant du Rhin au sein du bassin Rhin-Meuse. Elle est drainée par le Longeau, le ruisseau de Riaville, le ruisseau du Pont et la Fosse du Pont St Pierre,.
Le Longeau, d'une longueur de 37 km, prend sa source dans la commune de Hannonville-sous-les-Côtes et se jette  dans l'Yron à Friauville, après avoir traversé 16 communes. 

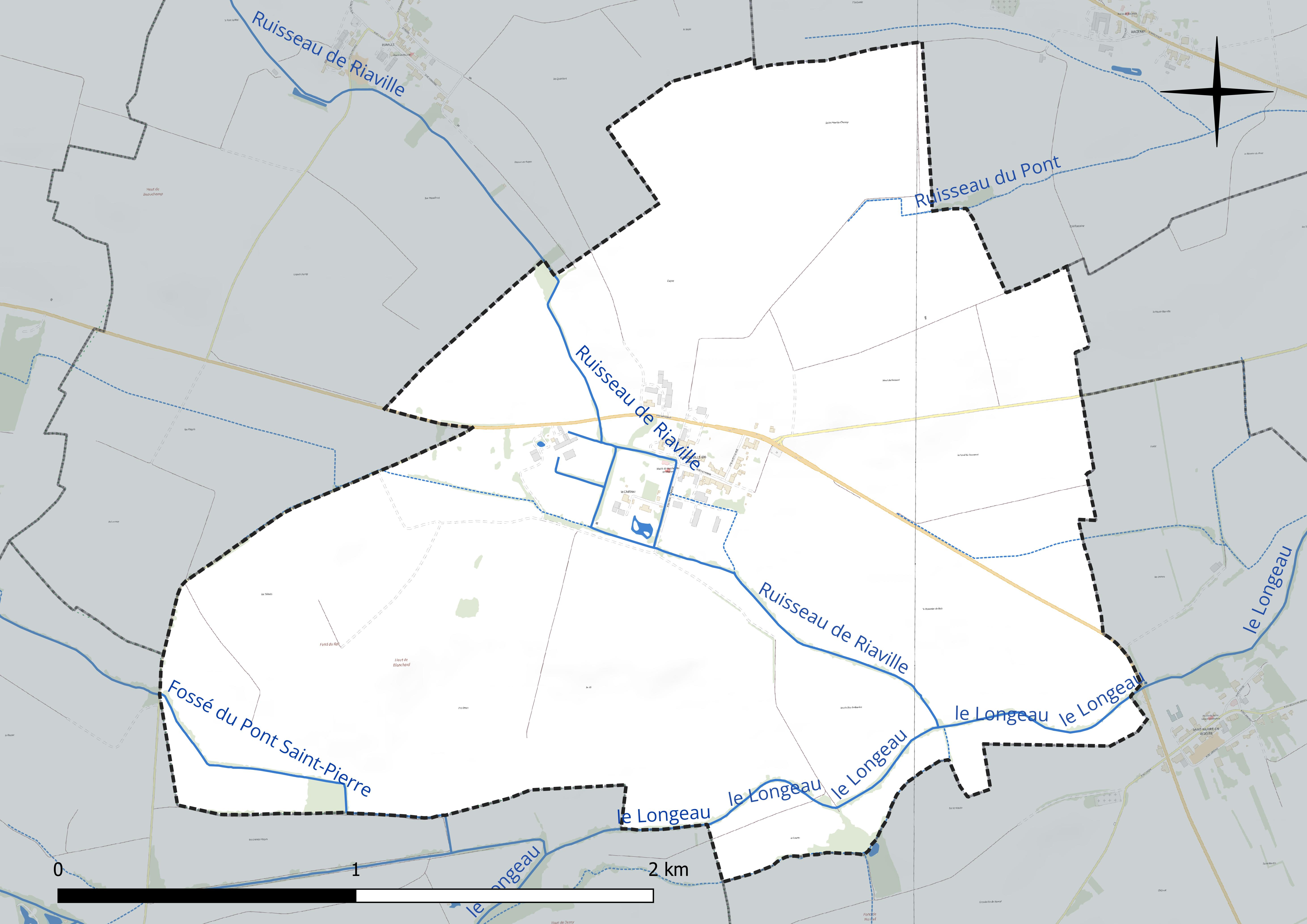
Réseau hydrographique de Marchéville-en-Woëvre.

#### Gestion et qualité des eaux
Le territoire communal est couvert par le schéma d'aménagement et de gestion des eaux (SAGE) « Bassin ferrifère ». Ce document de planification concerne le périmètre des anciennes galeries des mines de fer, des aquifères et des bassins versants hydrographiques associés qui s’étend sur 2 418 km2. Les bassins versants concernés sont celui de la Chiers en amont de la confluence avec l'Othain, et ses affluents (la Crusnes, la Pienne, l'Othain), celui de l'Orne et ses affluents et celui de la Fensch, le Veymerange, la Kiesel et les parties françaises du bassin versant de l'Alzette et de ses affluents (Kaylbach, ruisseau de Volmerange). Il a été approuvé le 27 mars 2015. La structure porteuse de l'élaboration et de la mise en œuvre est la région Grand Est. 
La qualité des cours d’eau peut être consultée sur un site dédié géré par les agences de l’eau et l’Agence française pour la biodiversité. 

### Climat
Pour des articles plus généraux, voir Climat du Grand Est et Climat de la Meuse.
En 2010, le climat de la commune est de type climat des marges montargnardes, selon une étude du Centre national de la recherche scientifique s'appuyant sur une série de données couvrant la période 1971-2000. En 2020, Météo-France publie une typologie des climats de la France métropolitaine dans laquelle la commune est exposée à un climat océanique altéré et est dans la région climatique  Lorraine, plateau de Langres, Morvan, caractérisée par un hiver rude (1,5 °C), des vents modérés et des brouillards fréquents en automne et hiver. 
Pour la période 1971-2000, la température annuelle moyenne est de 9,7 °C, avec une amplitude thermique annuelle de 16,6 °C. Le cumul annuel moyen de précipitations est de 908 mm, avec 13,1 jours de précipitations en janvier et 9,2 jours en juillet. Pour la période 1991-2020, la température moyenne annuelle observée sur la station météorologique de Météo-France la plus proche, « Bonzée_sapc », sur la commune de Bonzée à 7 km à vol d'oiseau, est de 10,6 °C et le cumul annuel moyen de précipitations est de 783,7 mm. 
La température maximale relevée sur cette station est de 40,6 °C, atteinte le 24 juillet 2019 ; la température minimale est de −17,3 °C, atteinte le 7 février 2012,,. 
Les paramètres climatiques de la commune ont été estimés pour le milieu du siècle (2041-2070) selon différents scénarios d'émission de gaz à effet de serre à partir des nouvelles projections climatiques de référence DRIAS-2020. Ils sont consultables sur un site dédié publié par Météo-France en novembre 2022.

## Urbanisme

### Typologie
Au 1er janvier 2024, Marchéville-en-Woëvre est catégorisée commune rurale à habitat dispersé, selon la nouvelle grille communale de densité à sept niveaux définie par l'Insee en 2022.
Elle est située hors unité urbaine et hors attraction des villes,.

### Occupation des sols
L'occupation des sols de la commune, telle qu'elle ressort de la base de données européenne d’occupation biophysique des sols Corine Land Cover (CLC), est marquée par l'importance des territoires agricoles (94,8 % en 2018), une proportion sensiblement équivalente à celle de 1990 (95 %). La répartition détaillée en 2018 est la suivante : 
terres arables (93,9 %), zones urbanisées (5,2 %), zones agricoles hétérogènes (0,9 %). L'évolution de l’occupation des sols de la commune et de ses infrastructures peut être observée sur les différentes représentations cartographiques du territoire : la carte de Cassini (XVIIIe siècle), la carte d'état-major (1820-1866) et les cartes ou photos aériennes de l'IGN pour la période actuelle (1950 à aujourd'hui).

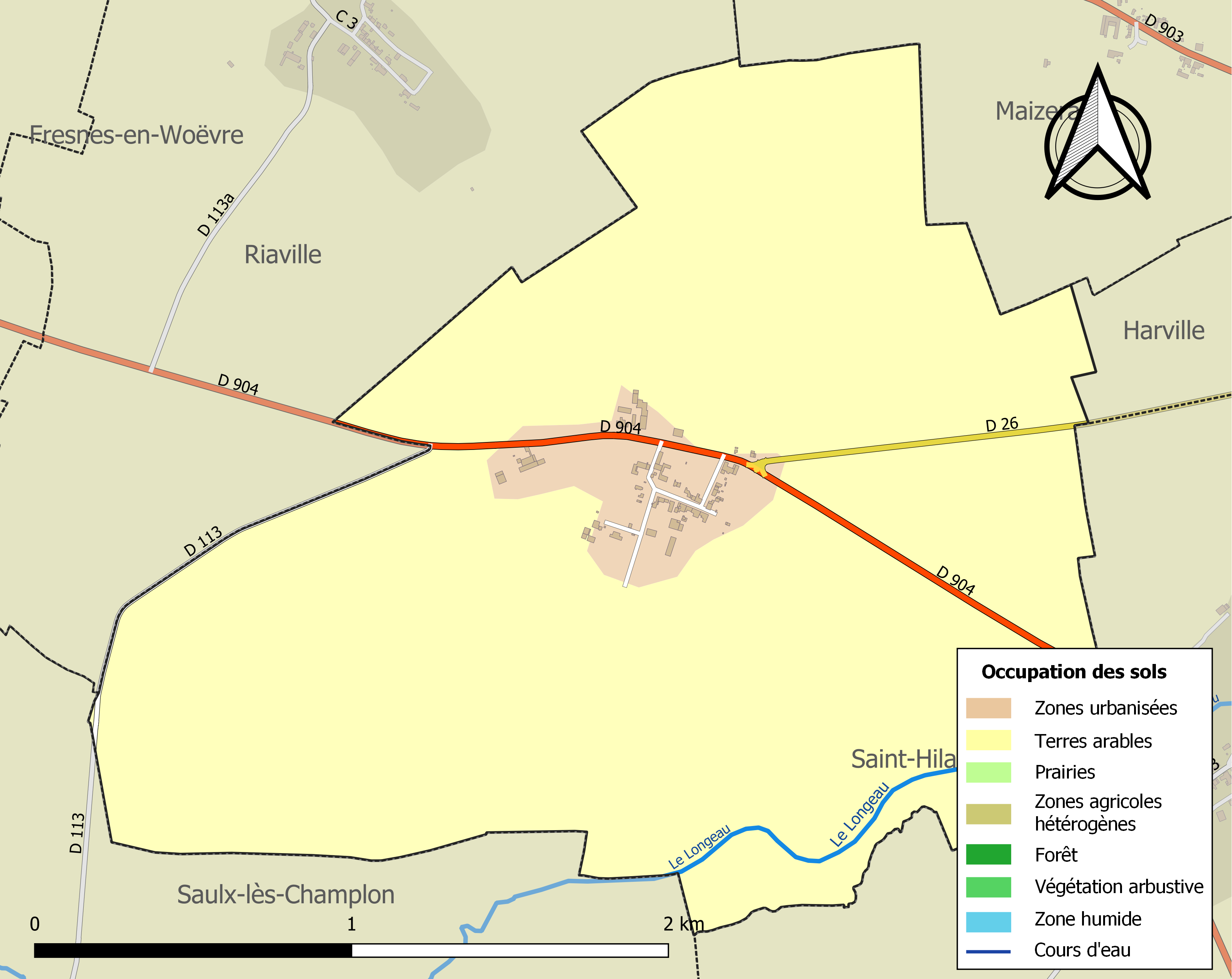
Carte des infrastructures et de l'occupation des sols de la commune en 2018 (CLC).

## Toponymie
Le nom de la localité est attesté sous les formes Mercast-villa au IXe siècle ; Marcelli-villa en 973 ; [La moitié dou molin de] Marcheiville en 1254 ; Marcheville en 1285 ; Marcheyville en 1346 ; Marchauville en 1494 ; Marchainville en 1495 ; Marchevilla en 1642 ; Marchiavilla, Marchionis-villa en 1736 ; Marchiéville-en-Voivre en 1756.

Patois : Marchaïevelle.

Il s'agit d'une formation toponymique médiévale formée avec l'appellatif -ville au sens ancien de « domaine rural », éventuellement « village », dans laquelle ce dernier est associé à l'appellatif d’oïl marchais « marais, mare » que l'on retrouve en emploi autonome dans Marchais (Aisne, Marcheis 1110), par exemple,. Plusieurs autres Marcheville, Marchéville (Eure-et-Loir, Marchesvilla vers 1075) s'expliquent de la même manière,. Le nom commun d'ancien français marchais avait le sens de « marais, mare » et procède de mercasius / marcasius, selon les auteurs,. Albert Dauzat estime que mercasius est issu du gaulois, mais des travaux postérieurs, notamment ceux de Walther von Wartburg, montrent que marcasius / mercasius est plutôt un vocable d'origine germanique, apparenté au mot marais, d'origine germanique avérée. C'est d'ailleurs sans doute la raison pour laquelle il est absent du Dictionnaire de la langue gauloise de Xavier Delamarre.
La Woëvre est une région naturelle du nord-est de la France, située dans la région Lorraine, essentiellement dans le département de la Meuse et pour une plus faible partie en Meurthe-et-Moselle voire dans le département des Vosges.

## Histoire
« Terre et seigneurie dans le Verdunois, au pays messin, possédée pendant plus de deux siècles par la maison d'Apremont-aux-Merlettes », elle passe par le mariage de Louise d'Apremont à Regnaut de Gournay (mort en 1613), seigneur de Villers, bailly de Nancy et chef du conseil d'État de Lorraine, dans la maison de Gournay.

## Politique et administration
| Période                                  | Période                   | Identité                                      | Étiquette | Qualité |
| ---------------------------------------- | ------------------------- | --------------------------------------------- | --------- | ------- |
| Les données manquantes sont à compléter. |                           |                                               |           |         |
| mars 2001                                | mars 2008                 | Valérie Zandonela                             |           |         |
| mars 2008                                | mars 2014                 | Nicolas Sieradzki                             |           |         |
| mars 2014                                | En cours (au 27 mai 2020) | Anne Corcellut Réélu pour le mandat 2020-2026 |           |         |

## Démographie
L'évolution du nombre d'habitants est connue à travers les recensements de la population effectués dans la commune depuis 1793. Pour les communes de moins de 10 000 habitants, une enquête de recensement portant sur toute la population est réalisée tous les cinq ans, les populations de référence des années intermédiaires étant quant à elles estimées par interpolation ou extrapolation. Pour la commune, le premier recensement exhaustif entrant dans le cadre du nouveau dispositif a été réalisé en 2008.

En 2022, la commune comptait 68 habitants, en évolution de −1,45 % par rapport à 2016 (Meuse : −4,4 %, France hors Mayotte : +2,11 %).
| 1793 | 1800 | 1806 | 1821 | 1831 | 1836 | 1841 | 1846 | 1851 |
| ---- | ---- | ---- | ---- | ---- | ---- | ---- | ---- | ---- |
| 287  | 288  | 325  | 318  | 278  | 293  | 268  | 284  | 290  |

| 1856 | 1861 | 1866 | 1872 | 1876 | 1881 | 1886 | 1891 | 1896 |
| ---- | ---- | ---- | ---- | ---- | ---- | ---- | ---- | ---- |
| 270  | 224  | 217  | 230  | 224  | 210  | 200  | 186  | 178  |

| 1901 | 1906 | 1911 | 1921 | 1926 | 1931 | 1936 | 1946 | 1954 |
| ---- | ---- | ---- | ---- | ---- | ---- | ---- | ---- | ---- |
| 164  | 167  | 164  | 77   | 91   | 98   | 95   | 74   | 76   |

| 1962 | 1968 | 1975 | 1982 | 1990 | 1999 | 2006 | 2008 | 2013 |
| ---- | ---- | ---- | ---- | ---- | ---- | ---- | ---- | ---- |
| 73   | 78   | 66   | 67   | 70   | 65   | 74   | 76   | 79   |

| 2018 | 2022 | - | - | - | - | - | - | - |
| ---- | ---- | - | - | - | - | - | - | - |
| 67   | 68   | - | - | - | - | - | - | - |

## Jumelages
Belmont (Doubs) (France) depuis 2016, en référence à l'écrivain Louis Pergaud.

## Culture locale et patrimoine

### Lieux et monuments

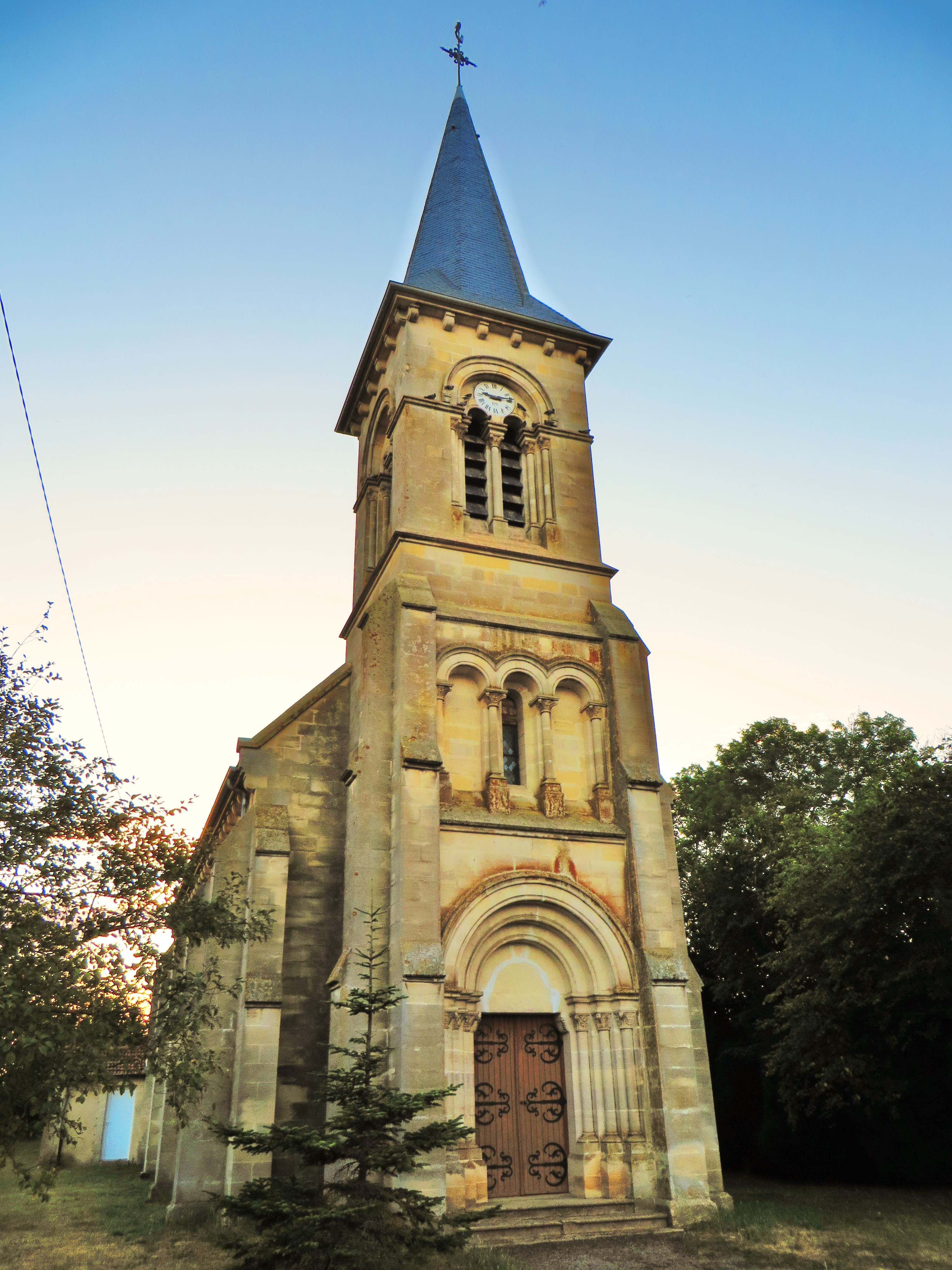
L'église Saint-Pierre.

- L'église Saint-Pierre, reconstruite en 1926.

### Personnalités liées à la commune
- Robert Hertz (1881-1915), anthropologue français, mort « pour la France » à Marchéville le 13 avril 1915.
- Louis Pergaud (1882-1915), instituteur et romancier, mort « pour la France » à Marchéville. Il est l'auteur de La Guerre des Boutons.

### Héraldique
| Blason de Marchéville-en-Woëvre | Blason  | De sable à deux fasces d'argent abaissées à dextre et haussées à senestre,. Ornements extérieursCroix de guerre 1914-1918                                                                             |
| Blason de Marchéville-en-Woëvre | Détails | Armes de la famille de Marcheville, d'ancienne chevalerie, connue au XIIIe siècle et éteinte en 1660, où les fasces ont été inclinées, constituant ainsi une brisure. Utilisé depuis les années 1960. |